# Le Bourg-d'Iré
Le Bourg-d'Iré est une ancienne commune française située dans le département de Maine-et-Loire en région Pays de la Loire.
Village du Haut-Anjou, Le Bourg-d'Iré se développe au Moyen Âge en étant siège d'un doyenné et châtellenie. Son essor commence véritablement au XIXe siècle, notamment sous l'égide du comte de Falloux. Le bourg se modernise et se développe, puis entame une période d'exode rural jusqu'au début des années 2000. Sa proximité avec Segré et la construction de nouveaux lotissements permettent au village d'enrayer le déclin démographique.
Elle est depuis le 15 décembre 2016, intégrée à la nouvelle commune de Segré-en-Anjou Bleu.

## Géographie

### Localisation
Commune angevine du Segréen, Le Bourg-d'Iré se situe au sud de Noyant-la-Gravoyère, sur la route D 181, Le Tremblay / Sainte-Gemmes-d'Andigné. Le bourg se trouve sur la rive nord de la Verzée.
Les communes les plus proches sont Noyant-la-Gravoyère (2 km), Le Tremblay (4 km), Combrée (6 km), Nyoiseau (6 km), Sainte-Gemmes-d'Andigné (6 km), Bouillé-Ménard (7 km), Bourg-l'Évêque (7 km), Loiré (7 km), Segré (7 km) et Challain-la-Potherie (8 km).

### Géologie et relief
Le territoire de la commune se situe sur l'unité paysagère du Plateau du Segréen.

### Hydrographie

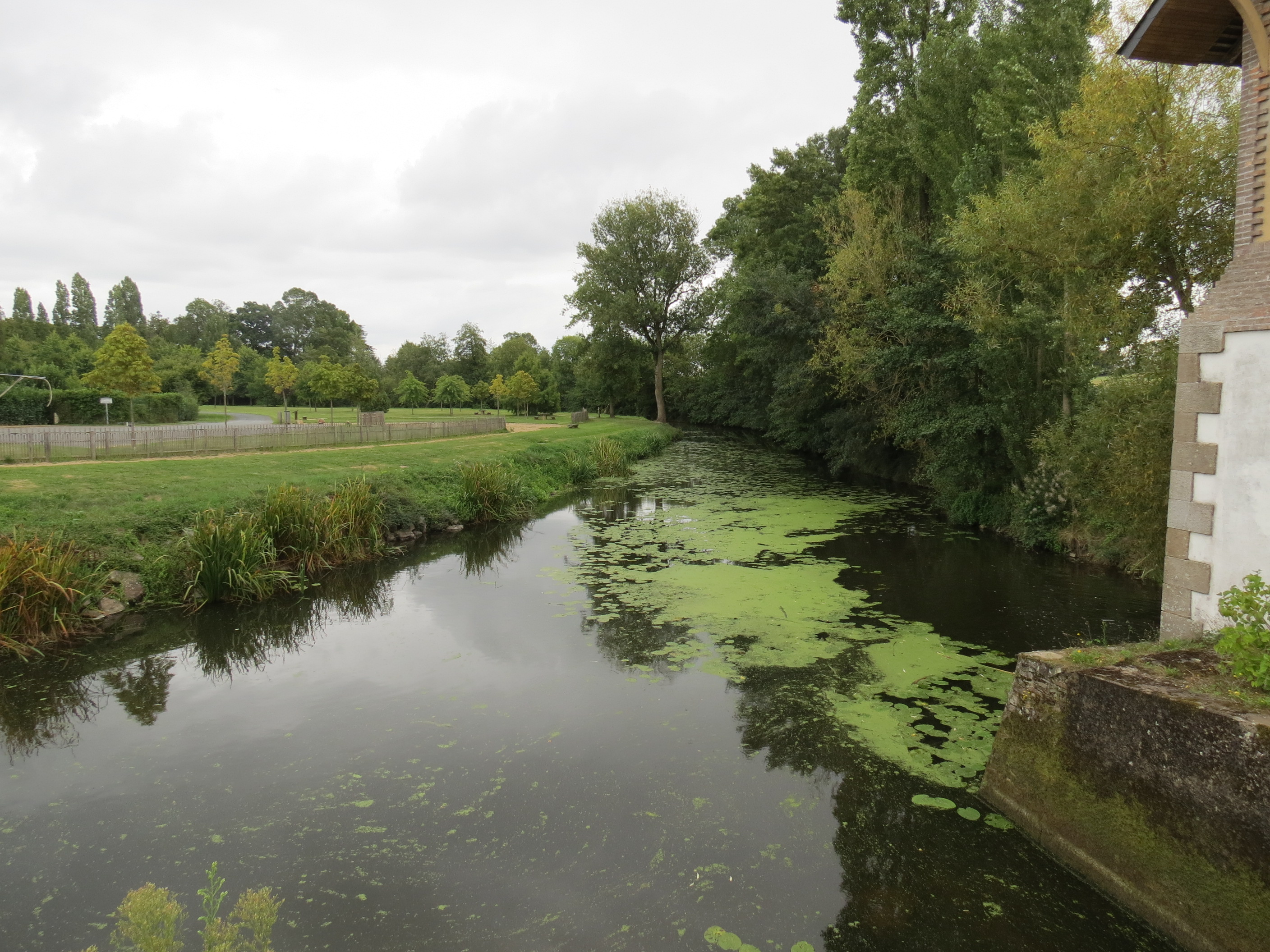
La Verzée, après le pont du quartier Saint-Jean.

Le territoire de la commune est traversé d'ouest en est par la Verzée qui contourne le bourg du village au sud et sépare le bourg du quartier Saint-Jean. Deux autres petits ruisseaux s'écoulent du sud au nord, le ruisseau des étangs, qui rejoint le ruisseau de la Rivière Tiercé, ce dernier se jetant dans la Verzée. La Verzée a permis la création de plusieurs étangs ainsi que de bassins de lagunage.

### Voies de communication et transport
Le chef-lieu communal du Bourg-d'Iré est traversé d'ouest en est par la D 181 qui autorise un accès facile, à l'est, à Sainte-Gemmes-d'Andigné, dans la banlieue ouest de Segré. Au nord, la D 219 qui rejoint Noyant-la-Gravoyère permet de gagner, à l'ouest et au nord-ouest, Châteaubriant ou Rennes.
Aucun transport en commun ne dessert de façon régulière le Bourg-d'Iré en 2014. Le réseau AnjouBus du Conseil général de Maine-et-Loire comporte deux lignes régulières d'autobus d'Angers à Segré puis Châteaubriant et d'Angers à Segré puis Rennes ; ces deux lignes passent par Noyant-la-Gravoyère à 3,5 km au nord du Bourg-d'Iré. Toutefois, un système de transport à la demande est mis en place par AnjouBus pour certaines communes non desservies de manière régulière, dont le Bourg-d'Iré.
La gare SNCF la plus proche est celle d'Angers à 43 min de trajet, alors que les aéroports d'Angers ou de Rennes se trouvent à respectivement 1 h et 1 h 10 du Bourg-d'Iré.

## Urbanisme
En 2009, on comptait 379 logements à Bourg-d'Iré, dont 86 % étaient des résidences principales, pour une moyenne dans le département de 85 %, et dont 70 % des ménages en étaient propriétaires.

## Toponymie
Parmi les formes anciennes du nom, on trouve Yri et Hiri entre 1056 et 1092, Ecclesia de Burgo Ireii en 1177, Borc d'Iré en 1280, Bourg Diré en 1793, Bourg-Diré en 1801, puis Le Bourg-d'Iré,.
Le nom de la commune proviendrait du nom Irius, dérivé de Irus voir de Hirrius mentionné dans des textes romains. Le terme de bourg désigne quant à lui une place fortifiée près d'un domaine noble ou seigneurial.

## Histoire

### Préhistoire et antiquité
Une hache en pierre polie a été trouvée sur le territoire de la commune, attestant du passage d'homme à la préhistoire. Plusieurs toponymes dont les noms contiennent « la Pierre » pourraient attester de monuments mégalithiques. À l'antiquité, une villa gallo-romaine semble probable, bien que son emplacement soit inconnu.

### Moyen Âge
Le premier prêtre connu desservant le Bourg-d'Iré est Geoffroi, vers 1130-1135. Au XIIe siècle, l'église, alors dans les mains d'un seigneur laïque, est acquise par l'évêque d'Angers Geoffroi III la Mouche. En 1177, il la remet au chapitre de la cathédrale d'Angers. La paroisse devint, à une date inconnue, le siège du doyenné de Candé.

### Ancien régime

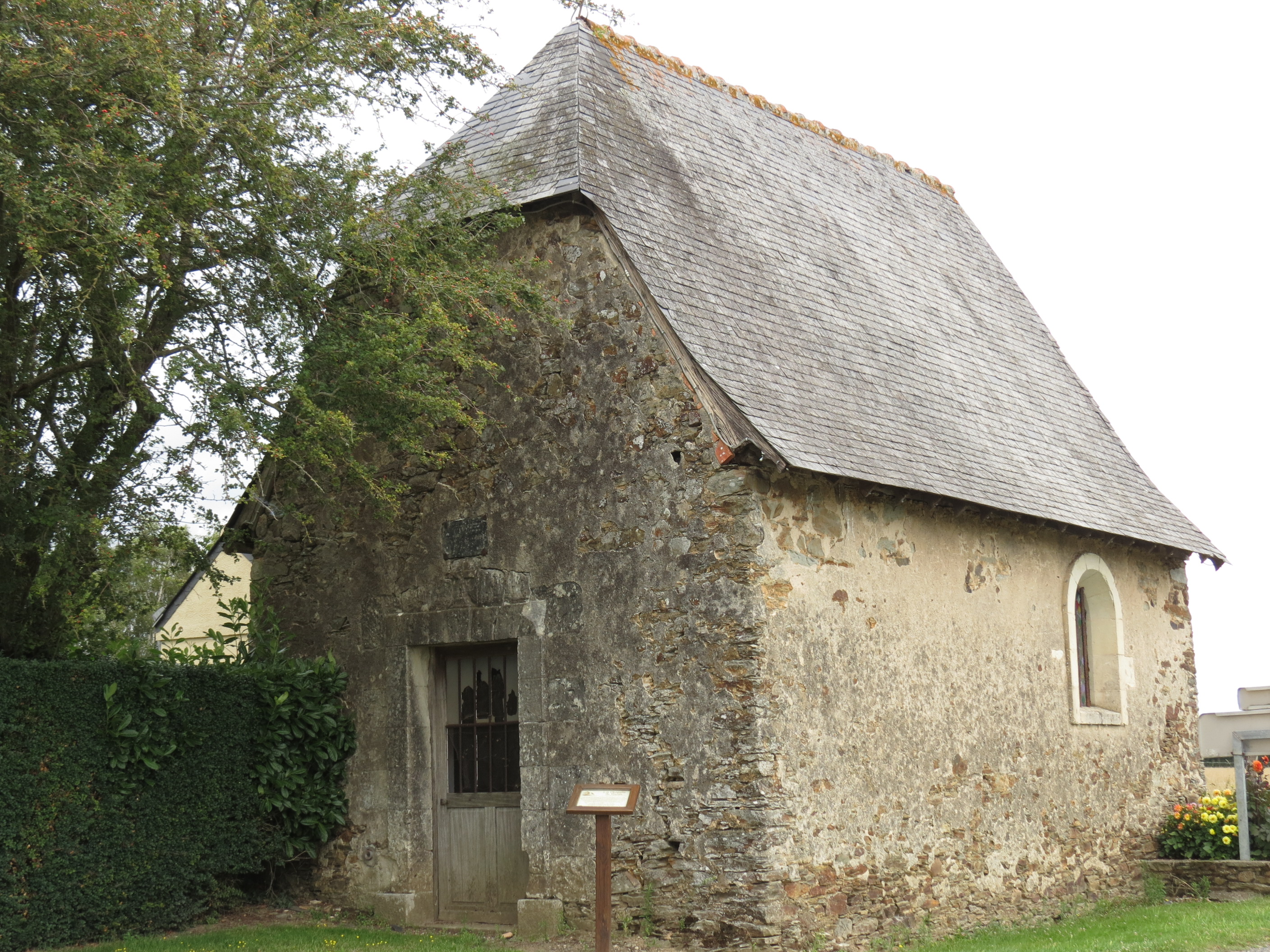
Chapelle du Buron, construite en 1724.

Les registres paroissiaux commencent en 1610. Aux XVIe et XVIIe siècles, on trouve dans la paroisse des chirurgiens et des notaires. La seigneurie du Bourg-d'Iré est alors siège d'une châtellenie, d'où la présence de notaires. L'évêque d'Angers visite la paroisse en 1644 et donne la confirmation à 344 personnes.
En 1702 et 1703, à leur mort, Perrine et Jeanne Jamet font don d'une closerie et d'une maison pour assurer l'entretien d'une maîtresse d'école devant également soigner les pauvres. En 1707, la paroisse subit l'épidémie de dysenterie qui ravage le Haut-Anjou. La paroisse passe de 87 sépultures en 1706 à 247 l'année suivante. En 1724, Guy André de Laval fonde la chapelle du Buron. La Verzée permet l'installation d'un tanneur, mentionné en 1764,.
En 1788, la paroisse dépendant alors du diocèse d'Angers et était le siège du doyenné de Candé. Elle dépendant du grenier à sel de Pouancé. La paroisse payait, à la fin du XVIIIe siècle, 2 233 livres pour le vingtième, 4 000 livres pour la taille et 1 600 pour la capitation. On y trouve un chirurgien, une sage-femme et une brigade de gabelous. Elle comptait cinq privilégiés : le chevalier d'Armaillé, le comte de Falloux, Mme Veillon, la comtesse de la Poterie et le curé. La terre agricole est considérée comme assez bonne, permettant de nombreuses cultures de céréales, avec un tiers de landes et des prés, des moutons, des pommiers et châtaigniers, et un peu de bétail. En 1789, le cahier de doléances réclame notamment de meilleures routes vers Segré, une réglementation de la féodalité et des droits de chasse, et une baisse des impôts, la paroisse possédant de nombreux pauvres et mendiants.

### Révolution et chouannerie

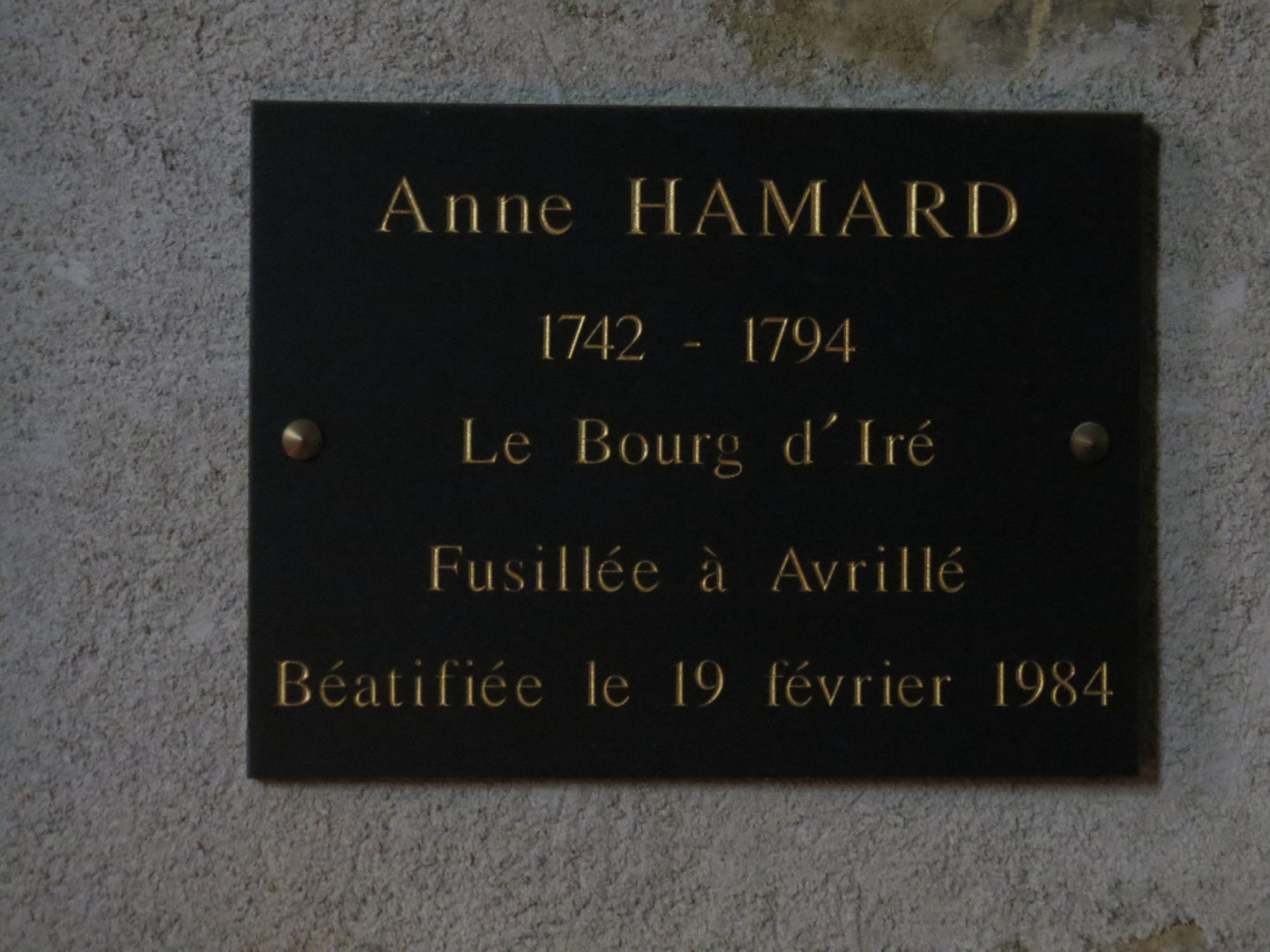
Plaque commémorative d'Anne Hamard, dans l'église du bourg.

Lors de la Révolution de 1789, le prêtre et son vicaire refusent de prêter serment et sont déportés en Angleterre et en Espagne. Un second vicaire s'enfuit et se cache dans les environs, mariant et inhumant les catholiques. Le prêtre constitutionnel nommé renonce rapidement à son poste. Le 16 juillet 1794, l'église est incendiée par les chouans. Ceux-ci passent la nuit dans le bourg la veille du combat de Noyant-la-Gravoyère, en septembre 1799. Une habitante de la paroisse, Anne Hamard, est fusillée en 1794, lors des fusillades d'Avrillé.

### XIXesiècle
La mémoire de la chouannerie reste très présente dans la commune au début du XIXe siècle. En 1830, le curé du Bourg-d'Iré exhorte les fidèles à prendre les armes contre Louis-Philippe Ier, l'« usurpateur ». La présence de nombreux nobles et leur importance dans le tissu social local amène des habitants à collaborer avec les chouans. Dans les années 1830, un cultivateur du Bourg-d'Iré est poursuivi en justice à Segré pour avoir hébergé des chouans.
Au XIXe siècle, le Bourg-d'Iré devint un centre agronomique renommé grâce à l'action du comte de Falloux. Ce dernier, « fils du pays », fut député légitimiste et ministre de l'Instruction publique et des Cultes de 1848 à 1849.
En 1850, Alfred de Falloux hérite de ses parents un domaine de 717 hectares dans le Segréen, dont 70 au Bourg-d'Iré. À partir de 1854, il le transforma avec l'aide de Jean-Baptiste Lemanceau, le maire du Bourg-d'Iré, en une ferme agricole de grande renommée, le Domaine. C'est là que fut élevée et d'où se répandit à travers l'Anjou la race bovine Durham-Anjou. Afin de compléter son domaine, Falloux fait construire un imposant château au lieu-dit la Mabouillère. Cette demeure accueillit de grands noms politiques, religieux et intellectuels du XIXe siècle : Montalembert, Dom Guéranger ou encore madame Swetchine.
La construction de ce domaine entraîne la modernisation du village : des commerces s'ouvrent, les maisons traditionnelles (peu confortables) laissent place à des demeures plus conformes aux critères urbanistiques du XIXe siècle, un lavoir (offert par Falloux aux femmes du bourg) et une caserne de pompiers sont également créés.
La mort du comte de Falloux, survenue en janvier 1886, marque la fin des « belles heures » du Bourg-d'Iré.

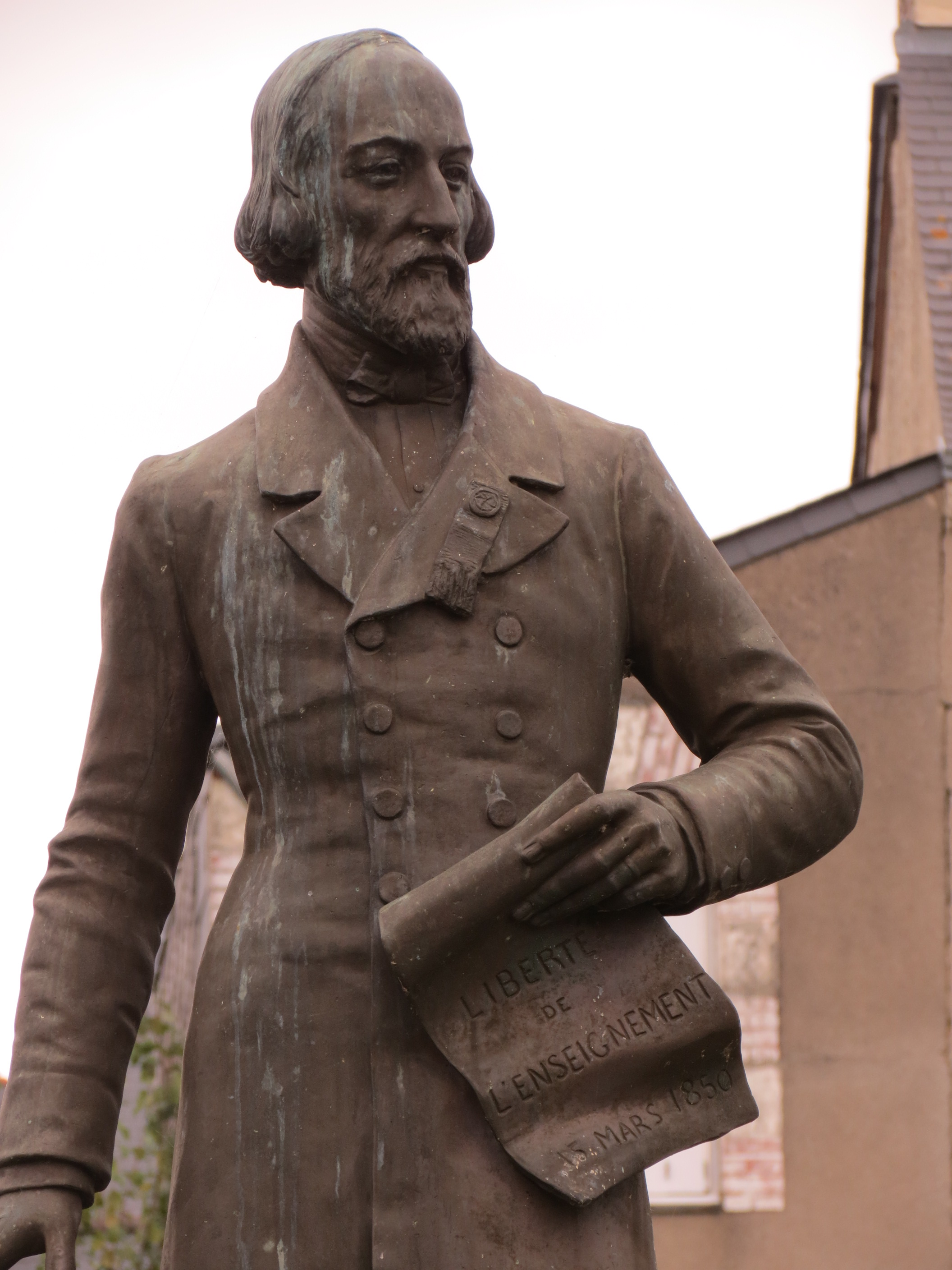
Statue du comte de Falloux, au Bourg-d'Iré.
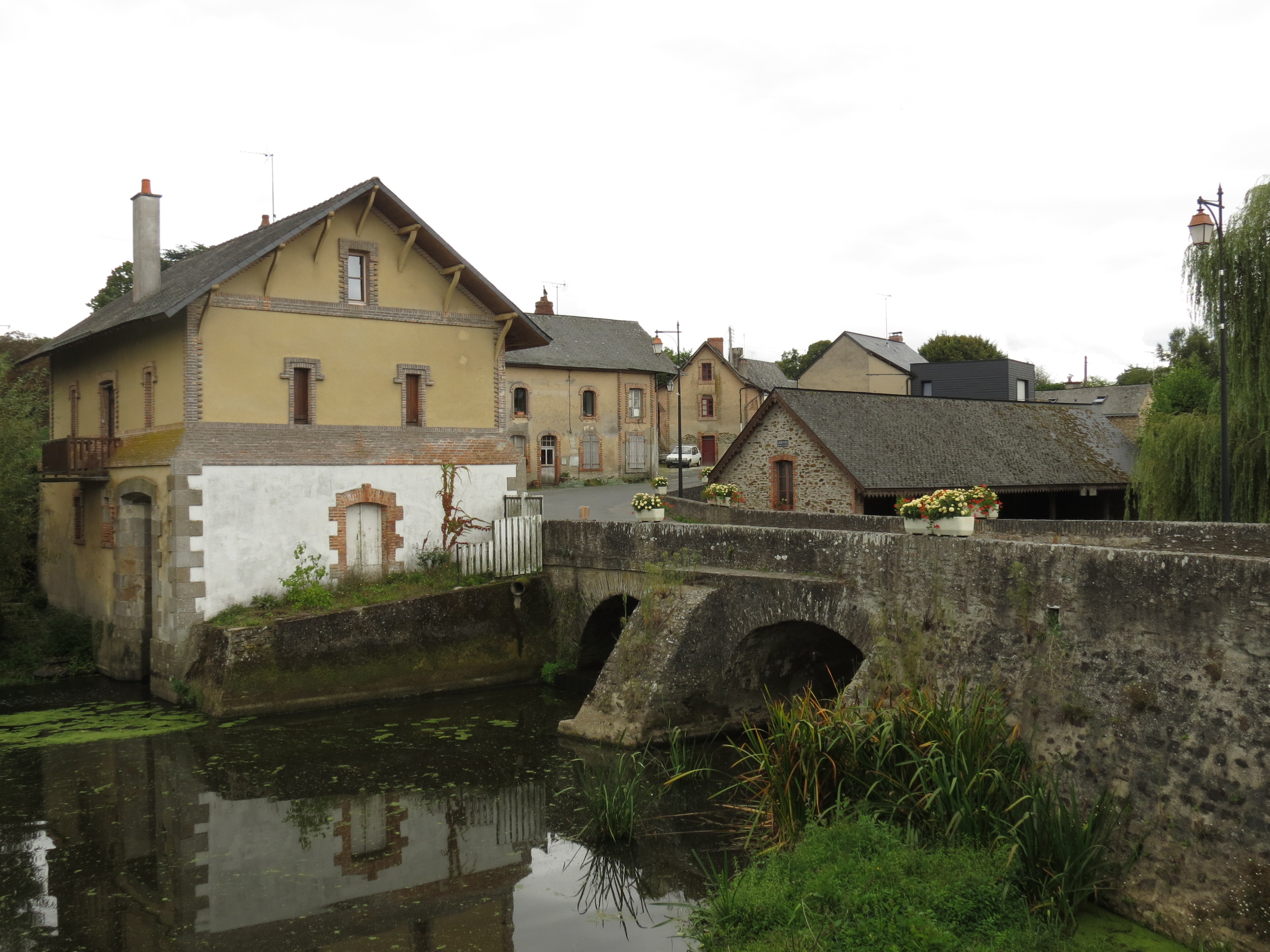
Vue du quartier Saint-Jean.
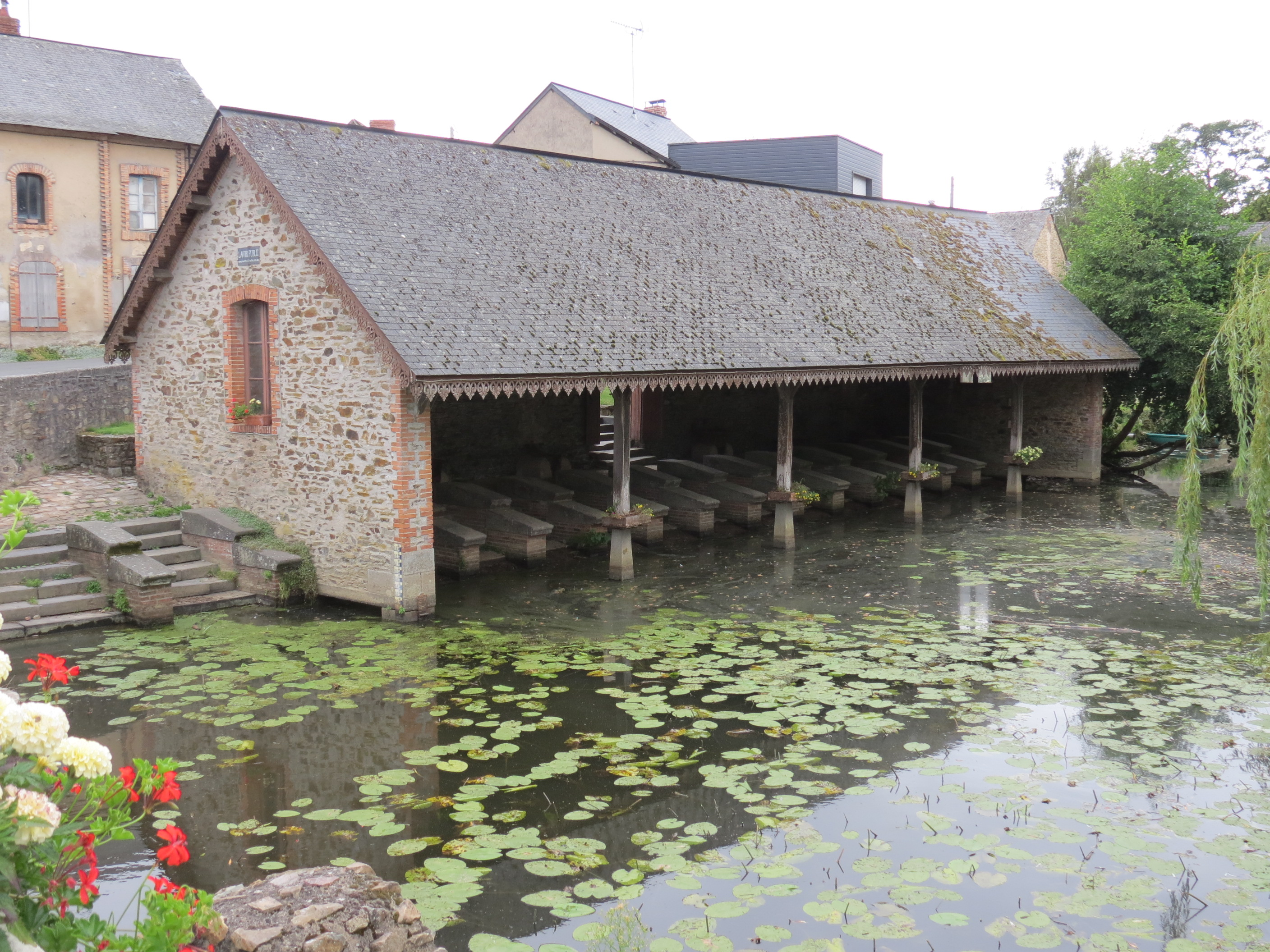
Le lavoir public.
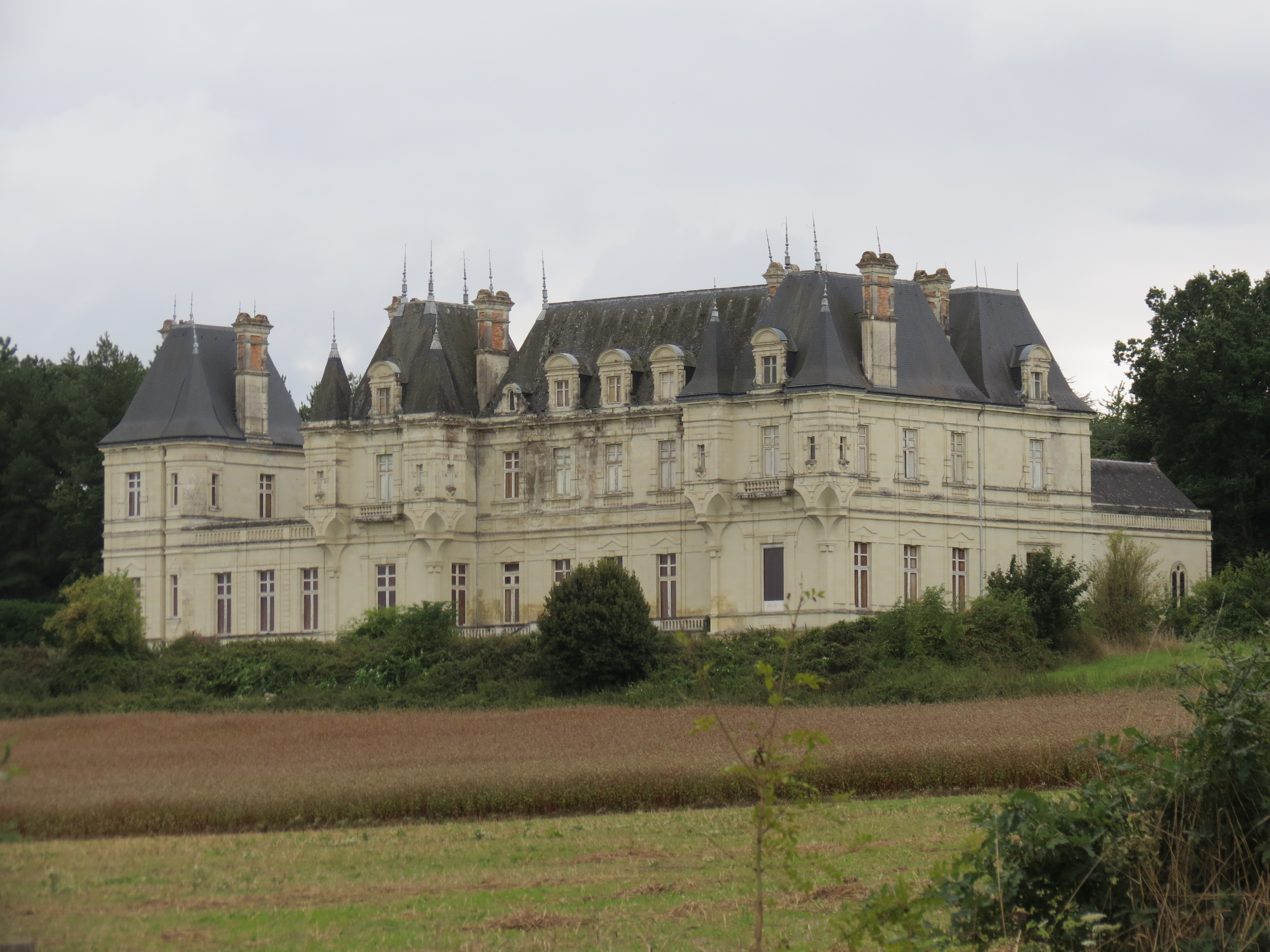
Château de la Maboulière.

### Époque contemporaine
Pendant la Première Guerre mondiale, 51 habitants perdent la vie. Lors de la Seconde Guerre mondiale, cinq habitants sont tués, dont deux en déportation. L'électricité arrive dans le bourg en 1925.
Au XXe siècle, Le Bourg-d'Iré se modernise pour présenter sa physionomie actuelle.

## Politique et administration

### Administration municipale

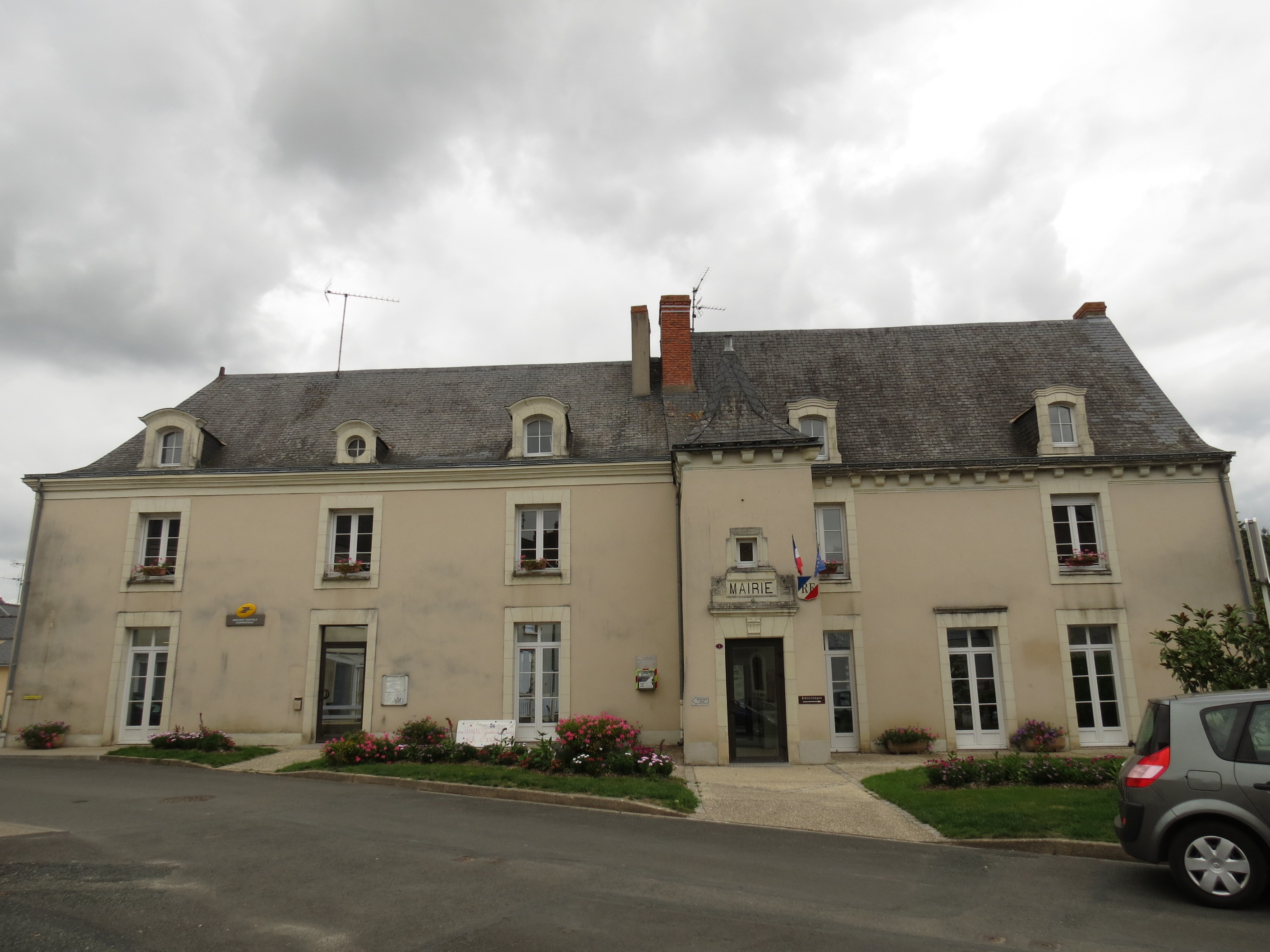
Mairie annexe.

#### Administration actuelle
Depuis le 15 décembre 2016, Le Bourg-d'Iré constitue une commune déléguée au sein de la commune nouvelle de Segré-en-Anjou Bleu et dispose d'un maire délégué et d'une mairie annexe.
| Période       | Période  | Identité            | Étiquette | Qualité  |
| ------------- | -------- | ------------------- | --------- | -------- |
| décembre 2016 | mai 2023 | Hubert Boultoureau, |           | Retraité |
| juin 2023     | En cours | Magali Boultoureau  |           |          |

#### Administration ancienne
| Période                                  | Période       | Identité                              | Étiquette | Qualité                                                                  |
| ---------------------------------------- | ------------- | ------------------------------------- | --------- | ------------------------------------------------------------------------ |
| Les données manquantes sont à compléter. |               |                                       |           |                                                                          |
| 1800                                     | 1802          | Poillièvre                            |           | Démissionnaire                                                           |
| 1802                                     | 1808          | Poitevin                              |           |                                                                          |
| 1808                                     | 1826          | Frédéric-Guillaume Falloux du Coudray |           |                                                                          |
| 1826                                     | 1830          | Ambroise de la Forest d'Armaillé      |           |                                                                          |
| 1830                                     | 1845          | Jacques Poitevin                      |           |                                                                          |
| 1845                                     | 1850          | David-Auguste Jamin                   |           |                                                                          |
| 1850                                     | 1857          | Jacques Poitevin                      |           |                                                                          |
| 1857                                     | 1878          | Daniel-Auguste Jamin                  |           |                                                                          |
| 1878                                     | 1888          | Jean-Baptiste Lemanceau               |           |                                                                          |
| 1888                                     | 1900          | Louis Livergnage                      |           |                                                                          |
| 1900                                     | 1917          | Henry de la Forest d'Armaillé         |           | marquis d'Armaillé, mort pour la France en 1917.                         |
| 1919                                     | 1935          | Louis de Blois                        |           | comte, sénateur du Maine-et-Loire Nommé conseiller départemental en 1943 |
| 1935                                     | 1947          | René Richard                          |           |                                                                          |
| 1947                                     | 1989          | Constant Ménard                       |           | Maire et Agriculteur                                                     |
| mars 1989                                | mars 2001     | Roland Bruneau                        |           | Retraité                                                                 |
| mars 2001                                | 2008          | Jean-Claude Thierry                   |           | Cadre technique retraité                                                 |
| décembre 2008                            | décembre 2016 | Hubert Boultoureau                    |           | Retraité                                                                 |

### Jumelage et partenariat
Au 20 octobre 2014, la commune ne comporte pas de jumelage.

### Ancienne situation administrative
La commune était membre de la communauté de communes du canton de Segré, elle-même membre du syndicat mixte Pays de l'Anjou bleu, Pays segréen, jusqu'à son intégration dans Segré-en-Anjou Bleu.

## Population et société

### Démographie
Ses habitants sont appelés les Bourg-d'Iréens.

#### Évolution démographique
Dans son Dictionnaire historique, géographique et biographique de Maine-et-Loire, Célestin Port livre le compte de la population du Bourg-d'Iré sous l'Ancien Régime. La population est exprimée en « feux », c'est-à-dire en foyer de famille. Pour estimer le nombre d'habitants, il faut appliquer un coefficient multiplicateur d'environ 5.
| 1720     | 1789     |
| -------- | -------- |
| 245 feux | 259 feux |

L'évolution du nombre d'habitants est connue à travers les recensements de la population effectués dans la commune depuis 1793. À partir du 1er janvier 2009, les populations légales des communes sont publiées annuellement dans le cadre d'un recensement qui repose désormais sur une collecte d'information annuelle, concernant successivement tous les territoires communaux au cours d'une période de cinq ans. 
Pour les communes de moins de 10 000 habitants, une enquête de recensement portant sur toute la population est réalisée tous les cinq ans, les populations légales des années intermédiaires étant quant à elles estimées par interpolation ou extrapolation. Pour la commune, le premier recensement exhaustif entrant dans le cadre du nouveau dispositif a été réalisé en 2004,.
En 2014, la commune comptait 887 habitants, en évolution de +8,44 % par rapport à 2009 (Maine-et-Loire : +3,3 %, France hors Mayotte : +2,49 %).
| 1793  | 1800 | 1806  | 1821  | 1831  | 1836  | 1841  | 1846  | 1851  |
| ----- | ---- | ----- | ----- | ----- | ----- | ----- | ----- | ----- |
| 1 264 | 928  | 1 038 | 1 259 | 1 256 | 1 178 | 1 182 | 1 198 | 1 285 |

| 1856  | 1861  | 1866  | 1872  | 1876  | 1881  | 1886  | 1891  | 1896  |
| ----- | ----- | ----- | ----- | ----- | ----- | ----- | ----- | ----- |
| 1 252 | 1 315 | 1 428 | 1 349 | 1 307 | 1 308 | 1 292 | 1 265 | 1 196 |

| 1901  | 1906  | 1911  | 1921  | 1926  | 1931 | 1936 | 1946 | 1954 |
| ----- | ----- | ----- | ----- | ----- | ---- | ---- | ---- | ---- |
| 1 252 | 1 285 | 1 212 | 1 045 | 1 018 | 962  | 899  | 956  | 955  |

| 1962 | 1968 | 1975 | 1982 | 1990 | 1999 | 2004 | 2009 | 2014 |
| ---- | ---- | ---- | ---- | ---- | ---- | ---- | ---- | ---- |
| 978  | 915  | 911  | 851  | 782  | 724  | 758  | 818  | 887  |

#### Pyramide des âges
La population de la commune est relativement jeune. Le taux de personnes d'un âge supérieur à 60 ans (21,2 %) est en effet inférieur au taux national (22,1 %) et au taux départemental (21,4 %).
Contrairement aux répartitions nationale et départementale, la population masculine de la commune est supérieure à la population féminine (52,2 % contre 48,4 % au niveau national et 48,6 % au niveau départemental).
La répartition de la population de la commune par tranches d'âge est, en 2008, la suivante :
- 52,2 % d’hommes (0 à 14 ans = 24,4 %, 15 à 29 ans = 16,9 %, 30 à 44 ans = 24,4 %, 45 à 59 ans = 13,8 %, plus de 60 ans = 20,6 %) ;
- 47,8 % de femmes (0 à 14 ans = 22,8 %, 15 à 29 ans = 14,8 %, 30 à 44 ans = 26,3 %, 45 à 59 ans = 14,8 %, plus de 60 ans = 21,3 %).

| Hommes | Classe d’âge | Femmes |
| ------ | ------------ | ------ |
| 0,2    | 90 ans ou +  | 0,3    |
| 6,8    | 75 à 89 ans  | 7,7    |
| 13,6   | 60 à 74 ans  | 13,3   |
| 13,8   | 45 à 59 ans  | 14,8   |
| 24,4   | 30 à 44 ans  | 26,3   |
| 16,9   | 15 à 29 ans  | 14,8   |
| 24,4   | 0 à 14 ans   | 22,8   |

| Hommes | Classe d’âge | Femmes |
| ------ | ------------ | ------ |
| 0,4    | 90 ans ou +  | 1,1    |
| 6,3    | 75 à 89 ans  | 9,5    |
| 12,1   | 60 à 74 ans  | 13,1   |
| 20,0   | 45 à 59 ans  | 19,4   |
| 20,3   | 30 à 44 ans  | 19,3   |
| 20,2   | 15 à 29 ans  | 18,9   |
| 20,7   | 0 à 14 ans   | 18,7   |

### Enseignement
La commune est située dans l'Académie de Nantes. Elle abrite une école maternelle et élémentaire privée.

### Sports
On pratique le tennis et le football sur le territoire de la commune. On y trouve également une association de boule de fort.

### Équipements culturels
La commune dispose de deux salles communales et d'une bibliothèque.

### Santé
Si un cabinet d'infirmières est installé au Bourg-d'Iré, la commune de propose pas les services d'un médecin généraliste ; les praticiens les plus proches exercent à Noyant-la-Gravoyère ou Combrée, à environ trois kilomètres. L'hôpital le plus proche est l'hôpital des Hauts Saint-Jean, à Segré, rattaché au centre hospitalier du Haut-Anjou.

## Économie

### Tissu économique
Sur 77 établissements présents fin 2010, 44 % relevaient du secteur de l'agriculture (pour une moyenne de 17 % sur le département), 5 % du secteur de l'industrie, 10 % du secteur de la construction, 34 % de celui du commerce et des services et 7 % du secteur de l'administration et de la santé.

### Commerce et artisanat
On trouve plusieurs commerces sur la commune, tel une boulangerie-pâtisserie, un café-restaurant, une supérette, ainsi que plusieurs activités artisanales, telle la menuiserie-ébénisterie, la peinture, la couverture, l'électricité, etc..

## Culture locale et patrimoine

### Lieux et monuments
- Église Saint-Symphorien du Bourg-d'Iré, des XVIIe siècle et XIXe siècles[37].
- Château de La Mabouillère ou château du Bourg d'Iré, des XIXe et XXe siècles, réalisé par les architectes  René Hodé et Cordoin [38]. Appelé Château de Bellevue à la fin du XXe siècle, il est désormais appelé Château de Falloux [39] depuis 2016. Face au projet d'implantation d'éoliennes, ses propriétaires américains décident de le mettre en vente[40].
- Château de la Douve ou château de la Turpinière, des XIXe et XXe siècles[41].
- Chapelle de la Douve du XIXe siècle[42]

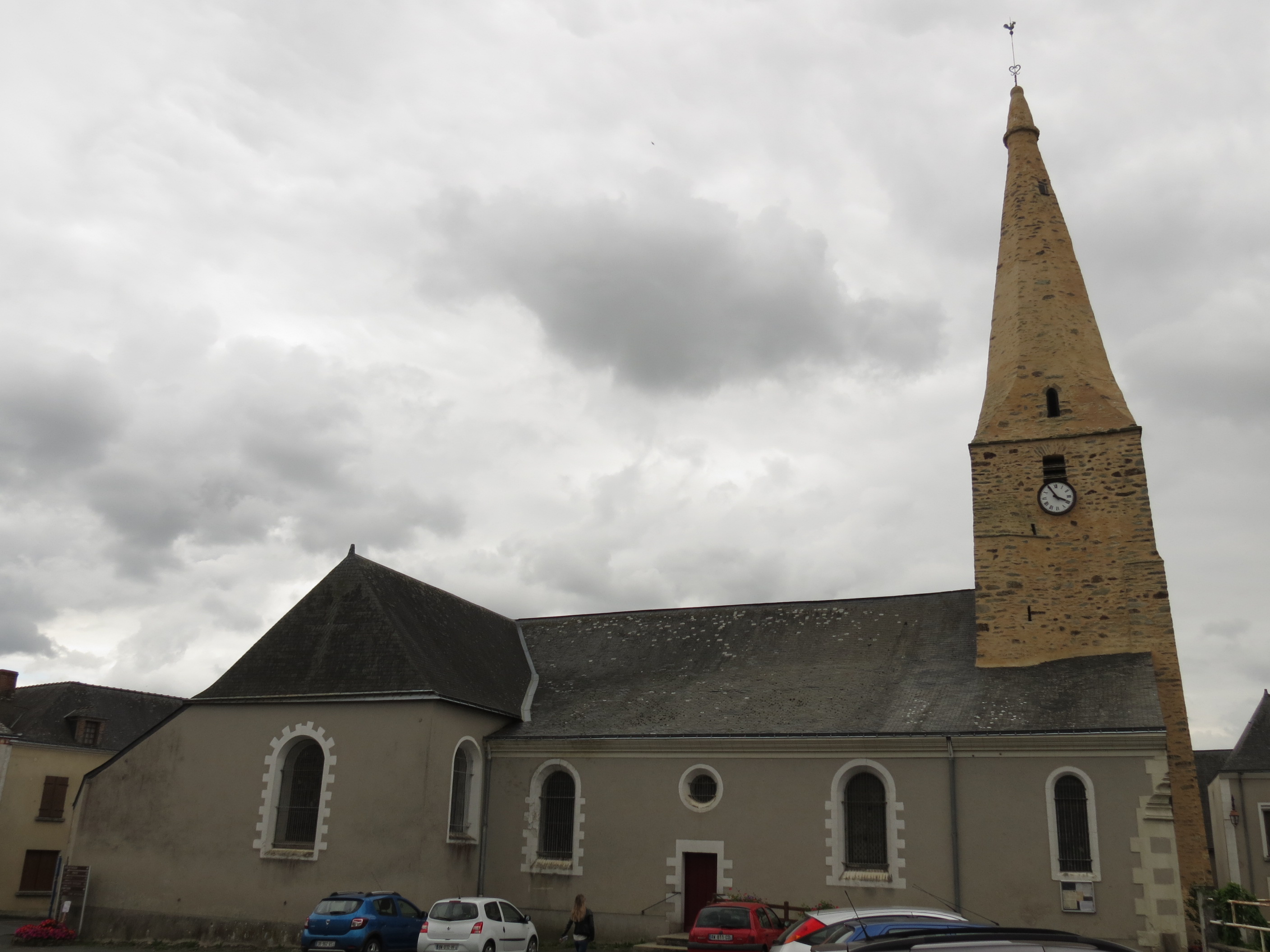
Église Saint-Symphorien.
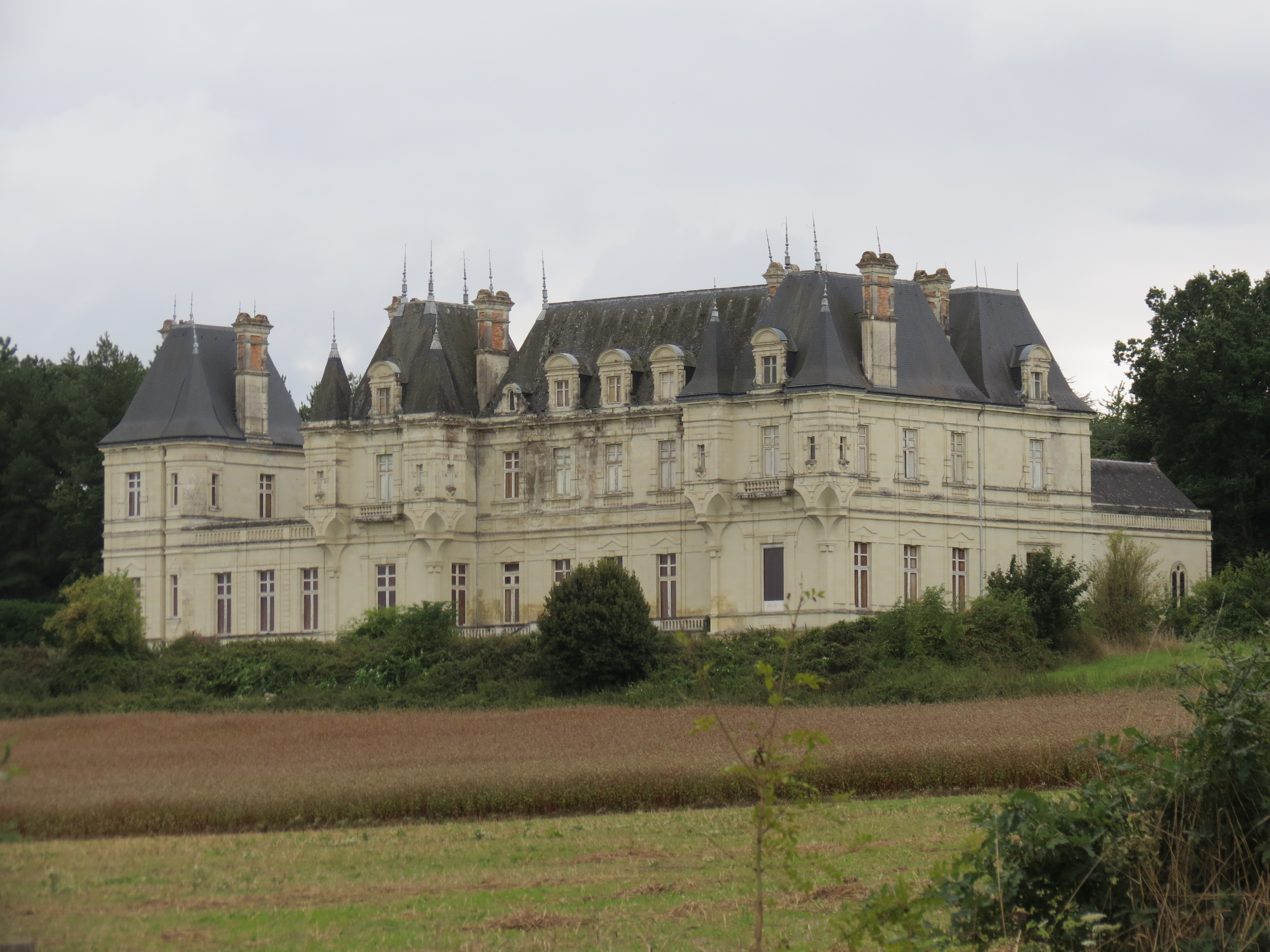
Château de La Mabouillère.
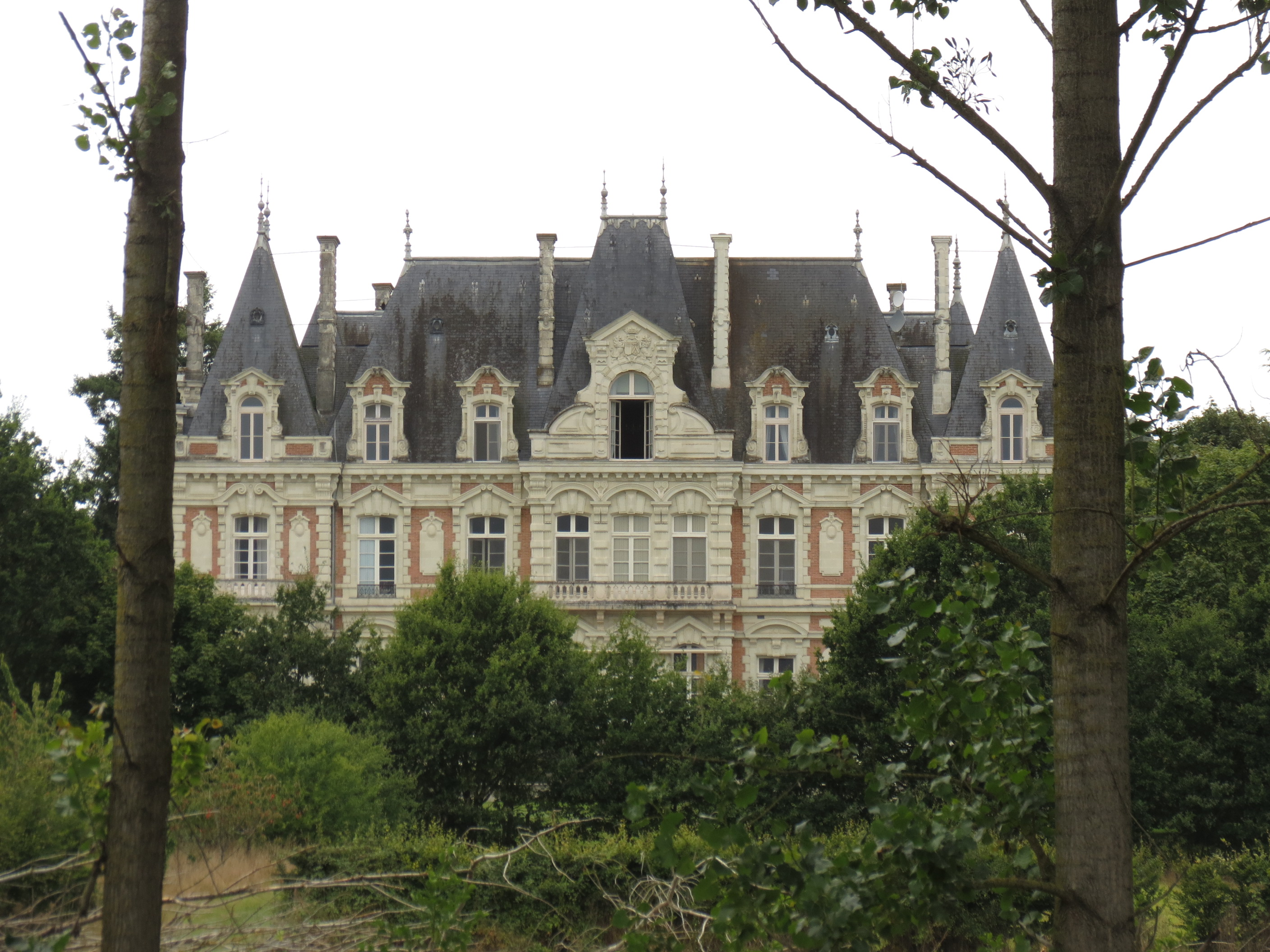
Château de la Douve.
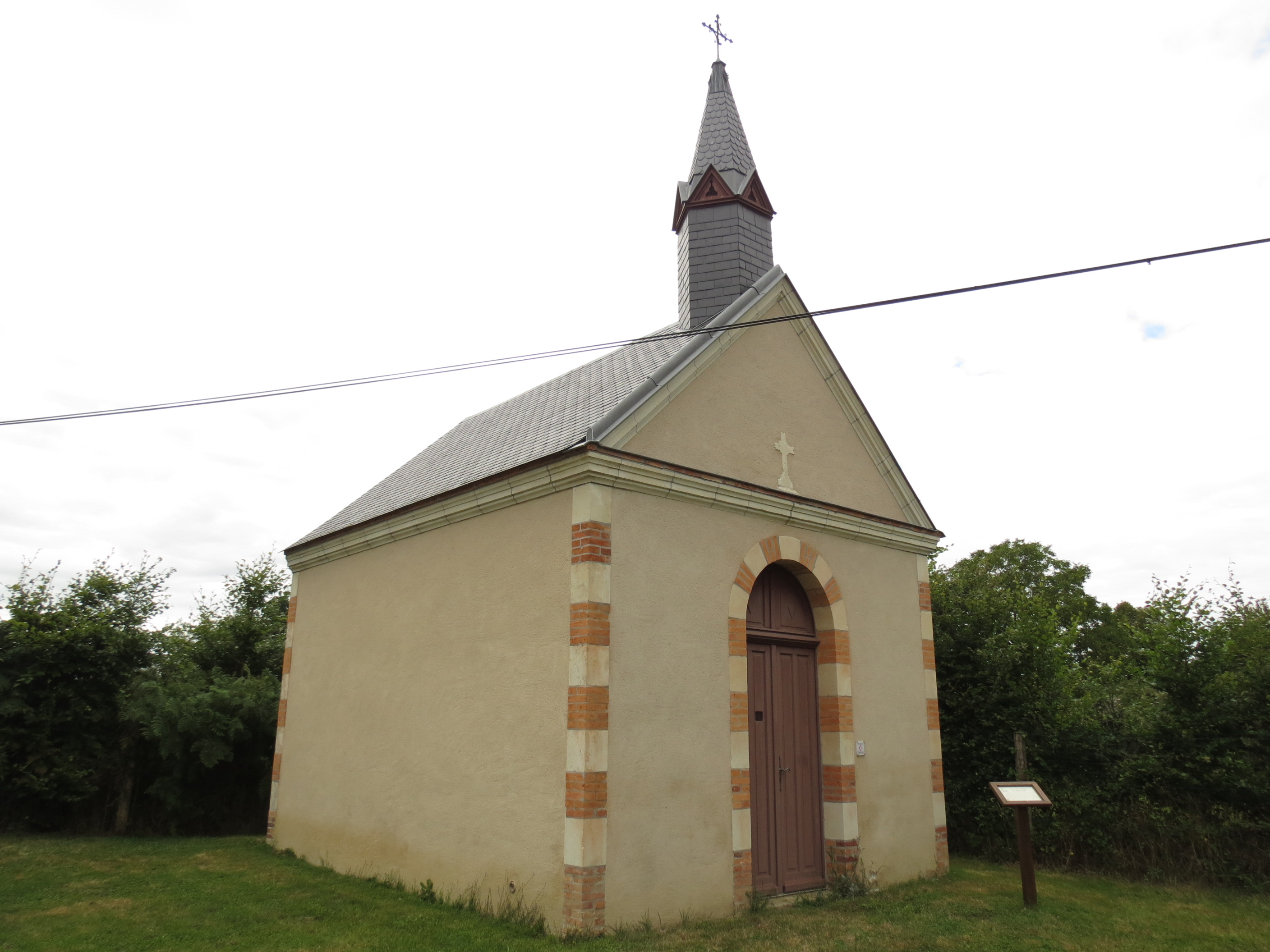
Chapelle de la Douve.

### Personnalités liées à la commune
- Alfred de Falloux (1811-1886), homme politique. Il a habité la commune qui lui a rendu hommage en plaçant une statue le représentant au bord de la Verzée[43].
- Frédéric de Falloux du Coudray (1815-1884), cardinal, né au Bourg-d'Iré.
- Louis de Blois (1880-1945), maire de la commune en 1919, puis sénateur.
- Pierre Péteul (1895-1990), prêtre capucin, connu pour son action en faveur des Juifs durant la Seconde Guerre mondiale, né au Bourg-d'Iré.